# Mežiško-Solčavske Karavanke
Mežiško-Solčavske Karavanke ležijo v povirju rek Savinje in Meže. Po Gamsovi pokrajinsko-ekološki členitvi Slovenije spada v Alpsko Slovenijo.

## Gospodarstvo
Danes najbolj pomembne gospodarske panoge so živinoreja, gozdarstvo in kmečki turizem. Včasih je bilo področje pomembno tudi zaradi rudarstva (svinec in cink), ki pa je v zatonu.

## Urbanizem
Največje naselji na področju sta Črna na Koroškem in Solčava.